# Griechische Volleyballnationalmannschaft der Männer
Die griechische Volleyballnationalmannschaft der Männer ist eine Auswahl der besten griechischen Spieler, die den griechischen Verband Elliniki Omospondia Petosferiseos (Ελληνική Ομοσπονδία Πετοσφαίρισης) bei internationalen Turnieren und Länderspielen repräsentiert.

## Geschichte

### Weltmeisterschaft
Griechenland war 1994 als Gastgeber erstmals bei einer Volleyball-Weltmeisterschaft dabei und schaffte mit dem sechsten Platz sein bislang bestes WM-Resultat. 1998 reichte es nur zum 13. Platz, vier Jahre später war das Ergebnis als Siebter wieder besser. Bei der WM 2006 kamen die Griechen nicht über Rang 17 hinaus.

### Olympische Spiele
Bei den Spielen 2004 im eigenen Land war Griechenland zum bislang einzigen Mal vertreten und wurde Fünfter. Für Peking 2008 konnten sich die Griechen nicht qualifizieren.

### Europameisterschaft
Bei seiner ersten Teilnahme an einer Volleyball-Europameisterschaft war Griechenland 1967 die schlechteste von zwanzig Mannschaften. Vier Jahre später lief es mit Platz 18 auch nicht viel besser. Nach zwei verpassten Turnier belegten die Griechen 1979 erneut den letzten Platz, diesmal unter zwölf Teilnehmern. 1983 (Neunter) und 1985 (Siebter) gab es erstmals Platzierungen unter den besten Zehn. Ihr bestes Ergebnis erzielten die Hellenen bei der Europameisterschaft 1987, als durch einen 3:2-Erfolg im Spiel um den dritten Platz gegen Schweden die Bronzemedaille gewonnen wurde. Bei den vier EM-Teilnahmen zwischen 1989 und 1997 waren die Ergebnisse wieder schlechter. Danach fehlten die Griechen dreimal, ehe sie beim Turnier 2005 als Sechster ihren zweitgrößten Erfolg feierten. Bei der EM 2007 gab es mit dem 13. Rang jedoch eines der schlechtesten Ergebnisse. Nachdem 2009 der achte Platz belegt worden war, dauerte es zehn Jahre, bis die Griechen sich erneut qualifizieren konnten. Mit den Plätzen 16 (2019) und 22 (2021 und 2023) wurden jedoch nur hintere Ränge belegt.

### World Cup
Griechenland war noch nie beim World Cup dabei.

### Weltliga
1993 spielten die Griechen erstmals in der Weltliga mit und belegten den elften Rang. Nach den Plätzen sieben (1994) und neun (1995) wurden sie 1996 erneut Elfter. Nach einem Jahr Pause gab es 1998 als Zwölfter das schlechteste Ergebnis. 2001 kehrten die Griechen auf Rang neun zurück, den sie auch 2002 erreichten. Im nächsten Jahr steigerten sie sich auf den siebten Platz, ehe sie 2004 als Fünfter ihr bestes Resultat erzielten. Mit dem siebten Rang verabschiedeten sie sich 2005 aus der Weltliga. Nach zehn Jahren Pause nahm die griechische Mannschaft von 2015 bis 2017 erneut an dem Wettbewerb teil.

### Europaliga
2006 nahmen die Griechen zum ersten Mal an der Europaliga teil und wurden gleich Dritter. 2007 belegten sie den achten Platz. Im Wettbewerb 2008 schieden sie nach den Gruppenspielen gegen Großbritannien, die Niederlande, Portugal und die Slowakei aus und belegten den sechsten Rang. In der Folge beteiligten sich die Hellenen (abgesehen von 2013) bis 2015 an der Europaliga und erzielen 2014 mit dem zweiten Platz ihr bestes Ergebnis.